# Otto Kloppmann
Otto Willi Kloppmann (* 29. Januar 1902 in Immensen; † 26. Oktober 1988 in Oldenburg (Oldb)) war deutscher SS-Hauptscharführer und als Kriminalsekretär Leiter der Politischen Abteilung im KZ Majdanek und KZ Dachau.

## Biografie
Kloppmann, der zum 1. Februar 1933 der NSDAP (Mitgliedsnummer 1.476.655) und später der SS beigetreten war, war von 1924 bis 1936 bei der Schutzpolizei tätig. Anschließend wurde er als Kriminalassistent von der Kriminalpolizei in Hannover übernommen und im Februar 1942 zum Kriminaloberassistenten befördert. Ab Februar 1942 war Kloppmann zunächst im Kriegsgefangenenlager Lublin-Majdanek und von Januar 1943 bis zur Auflösung des KZ Majdanek am 21. Juli 1944 Leiter der Politischen Abteilung. Dort soll Kloppmann gemeinsam mit Schutzhaftlagerführer Anton Thumann und Lagerkommandant Martin Gottfried Weiß der Massenexekution der jüdischen Häftlinge bei der Aktion Erntefest beigewohnt haben. Durch das RSHA wurde er am 20. September 1944 in das KZ Dachau abgeordnet und fungierte dort ebenfalls bis zur Befreiung des KZ Dachau am 29. April 1945 als Leiter der Politischen Abteilung. Kloppmann löste in dieser Funktion Johann Kick ab.
Nach Kriegsende wurde Kloppmann interniert und im Februar 1949 durch das Spruchgericht in Bergedorf zu zweieinhalb Jahren Haft aufgrund der Zugehörigkeit zur SS verurteilt. Die Strafe galt durch seine Internierungshaft als verbüßt. Vor dem Landgericht Oldenburg musste er sich 1950 wegen seiner Tätigkeit in Dachau verantworten. Aufgrund der Angaben des ehemaligen Dachau-Häftlings Reimund Schnabel ergaben sich folgende Tatvorwürfe gegen Kloppmann: Beteiligung an Invalidentransporten in das KZ Auschwitz zur Vergasung, Durchführung verschärfter Vernehmungen, Abnahme von Exekutionsbefehlen, Misshandlung von Häftlingen. Wegen des Amnestiegesetzes vom 31. Dezember 1949 und Fehleinschätzungen seitens der Staatsanwaltschaft wurde jedoch keine Anklage erhoben.
Ab 1954 war Kloppmann in Nordenham wieder bei der Schutzpolizei als Polizeimeister tätig und verblieb in dieser Funktion bis zu seiner Pensionierung 1962.
Neben weiteren Verfahren, die nicht zur Anklage kamen, wurde gegen Kloppmann ab 1971 auch im Zuge des Majdanek-Prozesses ermittelt. Wegen der andauernden Verhandlungsunfähigkeit von Kloppmann wurde 1976 von einer Anklageerhebung gegen ihn abgesehen. Aus demselben Grund wurden 1981 von einem Gericht in München die Ermittlungen gegen Kloppmann eingestellt. Er verstarb am 26. Oktober 1988 in Oldenburg (Oldb).